# Amphion
Amphion este un gen de molii din familia Saturniidae. 

## Specii
- Amphion floridensis - Clark 1920